# Turnaca stigmatica
Turnaca stigmatica är en fjärilsart som beskrevs av M.Gaede 1930. Turnaca stigmatica ingår i släktet Turnaca och familjen tandspinnare. Inga underarter finns listade i Catalogue of Life.